# 2009 aux échecs
| Années des échecs : 2006 - 2007 - 2008 - 2009 - 2010 - 2011 - 2012    |
| Décennies des échecs : 1970 - 1980 - 1990 - 2000 - 2010 - 2020 - 2030 |

Cet article présente les faits marquants de l'année 2009 aux échecs.

## Événements majeurs
- 17 au 26 février :  Veselin Topalov remporte le match des candidats au championnat du monde à Sofia, Bulgarie contre Gata Kamsky 4,5 à 2,5 (+3 =3 -1)[1]. Topalov affrontera Viswanathan Anand pour le titre mondial.
- Boris Gelfand remporte la coupe du monde 2009 en s'imposant durant les blitz de départage face à Ruslan Ponomariov. Boris Gelfand se qualifie ainsi pour le prochain tournoi des candidats[2].
- Le Français Maxime Vachier-Lagrave devient champion du monde des moins de 20 ans. Le titre féminin est remporté par l'Indienne Swaminathan Soumya.

## Tournois et opens
| Nom de l'événement                  | Dates                    | Lieu            | Cadence               | Vainqueur                                               |
| ----------------------------------- | ------------------------ | --------------- | --------------------- | ------------------------------------------------------- |
| 51e tournoi Reggio Emilia           | 27 décembre - 4 janvier  | Reggio d'Émilie | Classique             | Ni Hua                                                  |
| Tournoi de Wijk aan Zee             | 16 janvier - 1er février | Wijk aan Zee    | Classique             | Tournoi A : Sergey Karjakin Tournoi B : Fabiano Caruana |
| Festival d'échecs de Gibraltar      | 27 janvier - 5 février   | Gibraltar       | Classique             | Peter Svidler                                           |
| Open Aeroflot                       | 17-26 février            | Moscou          | Classique             | Étienne Bacrot et Alexander Moiseenko                   |
| Tournoi de Linares                  | 19 février - 8 mars      | Linares         | Classique             | Aleksandr Grichtchouk                                   |
| Tournoi d'échecs Amber              |                          |                 | Rapide et à l'aveugle | Levon Aronian                                           |
| M-Tel Masters                       | 13-23 mai                | Sofia           | Classique             | Alexeï Chirov                                           |
| Tournoi d'échecs de Poïkovski       | 3-12 juin                | Poïkovski       | Classique             | Aleksandr Motylev                                       |
| 3e « tournoi des rois »             | 14-25 juin               | Bazna           | Classique             | Vassili Ivantchouk                                      |
| Mémorial Capablanca[réf. souhaitée] |                          | La Havane       | Classique             | Leinier Domínguez                                       |
| tournoi de Dortmund                 | 2-12 juillet             | Dortmund        | Classique             | Vladimir Kramnik                                        |
| Festival d'échecs de Bienne         | 18-31 juillet            | Bienne          | Classique             | Maxime Vachier-Lagrave                                  |
| Tournoi d'échecs de Bilbao          |                          | Bilbao          | Classique             | Levon Aronian                                           |
| Mémorial Tal                        |                          | Moscou          |                       | Vladimir Kramnik                                        |
| London Chess Classic                | 7-15 décembre            | Londres         | Classique             | Magnus Carlsen                                          |

- La quatrième étape de la coupe du monde FIDE à Naltchik du 14 au 30 avril est remportée par Levon Aronian avec 8½ sur 13 devant Péter Lékó et Vladimir Akopian 7½[15]
- Levon Aronian remporte le Chess Classic de Mayence, battant Ian Nepomniachtchi en finale[16].
- Vassili Ivantchouk remporte la cinquième étape du Grand Prix FIDE 2008-2010 FIDE à Djermouk avec 8 points et demi sur 13 devant Levon Aronian et Boris Guelfand (8/13)[17]. Cette deuxième place permet à Aronian de remporter le Grand Prix avant le dernier tournoi[18].
- Magnus Carlsen remporte le tournoi de Nankin avec huit points sur dix et réalise une performance exceptionnelle de plus de 3 000 points Elo. Il devance Veselin Topalov de deux points et demi[19].
- Maxime Vachier-Lagrave remporte le Championnat du monde junior à Puerto Madryn. L'indienne Swaminathan Soumya s'adjuge le titre féminin[20].
- À l'issue du mémorial Tal, le championnat du monde de blitz est remporté par Magnus Carlsen (31 points sur 42) devant Viswanathan Anand (28 points), Sergueï Kariakine prend la troisième place avec 25 points[21].
- Boris Guelfand remporte la Coupe du monde d'échecs 2009 à Khanty-Mansiïsk.

## Compétitions par équipes

### Championnats continentaux par équipes
- Le Championnat d'Europe d'échecs des nations s'est déroulé du 21 au 31 octobre à Novi Sad[22]. Pour la première fois l'Azerbaïdjan remporte l'épreuve devant la Russie et l'Ukraine. Dans le tournoi féminin, la Russie devance, au départage la Géorgie. L'Ukraine prend aussi la troisième place. La meilleure performance de la compétition est réalisée par Pavel Eljanov[23].

| Compétition                                        | Vainqueur mixte | Vainqueur femmes |
| -------------------------------------------------- | --------------- | ---------------- |
| Championnat du monde d'échecs par équipes          | Russie          | Chine            |
| Championnat d'Europe d'échecs des nations          |                 |                  |
| Championnat d'Asie d'échecs des nations            |                 |                  |
| Championnat panaméricain d'échecs des nations (en) |                 |                  |

### Championnats interclubs
| Compétition                                | Champion | Deuxième | Troisième |
| ------------------------------------------ | -------- | -------- | --------- |
| Coupe d'Europe des clubs d'échecs          |          |          |           |
| Coupe d'Europe des clubs d'échecs féminine |          |          |           |
| Championnat d'Allemagne d'échecs des clubs |          |          |           |
| Championnat d'Espagne d'échecs des clubs   |          |          |           |
| Championnat de France d'échecs des clubs   |          |          |           |
| Coupe de France des clubs d'échecs         |          |          |           |
| Four Nations Chess League (en) (4NCL)      |          |          |           |
| United States Chess League (en) (USCL)     |          |          |           |

## Championnats continentaux et nationaux individuels

### Championnats continentaux individuels
| Compétition                              | Champion mixte | Championne         |
| ---------------------------------------- | -------------- | ------------------ |
| Championnat d'Afrique d'échecs           | Bassem Amin    |                    |
| Championnat d'Asie d'échecs              |                |                    |
| Championnat d'Amérique d'échecs          |                |                    |
| Championnat d'Europe d'échecs individuel |                | Tatiana Kosintseva |
| Championnat d'Océanie d'échecs           |                |                    |

### Championnats nationaux individuels
| Pays                                              | Champion mixte                        | Championne                   |
| ------------------------------------------------- | ------------------------------------- | ---------------------------- |
| Championnat d'Afrique du Sud d'échecs             |                                       |                              |
| Championnat d'Albanie d'échecs (en)               | Ilir Seitaj (en)                      |                              |
| Championnat d'Algérie d'échecs                    |                                       |                              |
| Championnat d'Allemagne d'échecs                  | Arik Braun                            | Polina Zilberman (en)        |
| Championnat d'Andorre d'échecs                    |                                       |                              |
| Championnat d'Argentine d'échecs                  | Diego Flores                          | María Florencia Fernández,   |
| Championnat d'Arménie d'échecs                    |                                       |                              |
| Championnat d'Australie d'échecs                  |                                       |                              |
| Championnat d'Autriche d'échecs                   | Markus Ragger                         | Anna-Christina Kopinits (en) |
| Championnat d'Azerbaïdjan d'échecs                |                                       |                              |
| Championnat du Bangladesh d'échecs                |                                       |                              |
| Championnat de la Barbade d'échecs                |                                       |                              |
| Championnat de Belgique d'échecs                  | Mher Hovhanisian                      | Hanne Goossens (de)          |
| Championnat de la Biélorussie d'échecs            |                                       |                              |
| Championnat de Birmanie d'échecs                  |                                       |                              |
| Championnat de Bolivie d'échecs                   |                                       |                              |
| Championnat de Bosnie-Herzégovine d'échecs        |                                       |                              |
| Championnat du Botswana d'échecs                  |                                       |                              |
| Championnat du Brésil d'échecs                    | Giovanni Vescovi                      | Vanessa Feliciano            |
| Championnat de Bulgarie d'échecs                  |                                       |                              |
| Championnat du Canada d'échecs                    | Jean Hébert                           | Dina Kagramanov (en)         |
| Championnat du Chili d'échecs                     |                                       |                              |
| Championnat de Chine d'échecs                     | Ding Liren,                           | Shen Yang                    |
| Championnat de Colombie d'échecs                  |                                       |                              |
| Championnat de Corée du Sud d'échecs              | Erdem Dashibalov                      |                              |
| Championnat du Costa Rica d'échecs                |                                       |                              |
| Championnat de Croatie d'échecs                   |                                       |                              |
| Championnat de Cuba d'échecs                      | Lázaro Bruzón                         |                              |
| Championnat de Chypre d'échecs                    |                                       |                              |
| Championnat du Danemark d'échecs                  |                                       |                              |
| Championnat d'Écosse d'échecs                     | Iain Gourlay                          |                              |
| Championnat des Émirats Arabes Unis d'échecs      |                                       |                              |
| Championnat d'Érythrée d'échecs                   | Berah Kibrom                          | Pas de championnat dédié     |
| Championnat d'Espagne d'échecs                    | Francisco Vallejo Pons                | Mónica Calzetta              |
| Championnat d'Estonie d'échecs                    |                                       |                              |
| Championnat des États-Unis d'échecs               | Hikaru Nakamura                       | Anna Zatonskih               |
| Championnat des îles Féroé d'échecs               |                                       |                              |
| Championnat de Finlande d'échecs                  | Mika Karttunen (en)                   |                              |
| Championnat de France d'échecs                    | Vladislav Tkachiev,                   | Sophie Milliet,              |
| Championnat de Géorgie d'échecs                   |                                       |                              |
| Championnat d'échecs de Grande-Bretagne           | David Howell                          | Jovanka Houska               |
| Championnat de Grèce d'échecs                     |                                       |                              |
| Championnat du Guatemala d'échecs                 |                                       |                              |
| Championnat du Honduras d'échecs                  |                                       |                              |
| Championnat de Hongrie d'échecs                   |                                       |                              |
| Championnat d'Inde d'échecs                       |                                       |                              |
| Championnat d'Indonésie d'échecs                  |                                       |                              |
| Championnat d'Iran d'échecs                       | Ehsan Ghaem-Maghami,                  |                              |
| Championnat d'Irlande d'échecs                    |                                       |                              |
| Championnat d'Islande d'échecs                    |                                       | Lenka Ptáčníková             |
| Championnat d'Israël d'échecs                     |                                       |                              |
| Championnat d'Italie d'échecs                     |                                       |                              |
| Championnat de Jamaïque d'échecs                  |                                       |                              |
| Championnat du Japon d'échecs                     | Shinya Kojima et Shinsaku Uesugi (en) |                              |
| Championnat du Kazakhstan d'échecs                | Yevgeniy Pak                          |                              |
| Championnat du Kenya d'échecs                     |                                       |                              |
| Championnat du Kosovo d'échecs                    | Naim Sahitaj                          |                              |
| Championnat de Lettonie d'échecs                  |                                       |                              |
| Championnat du Liban d'échecs                     |                                       |                              |
| Championnat de Lituanie d'échecs                  |                                       |                              |
| Championnat du Luxembourg d'échecs                |                                       |                              |
| Championnat de Macédoine d'échecs                 |                                       |                              |
| Championnat de Madagascar d'échecs                |                                       |                              |
| Championnat de Malaisie d'échecs                  |                                       |                              |
| Championnat de Malte d'échecs                     |                                       |                              |
| Championnat du Maroc d'échecs                     |                                       |                              |
| Championnat du Mexique d'échecs                   |                                       |                              |
| Championnat de Moldavie d'échecs                  |                                       |                              |
| Championnat de Mongolie d'échecs                  |                                       |                              |
| Championnat du Monténégro d'échecs                |                                       |                              |
| Championnat du Népal d'échecs                     |                                       |                              |
| Championnat de Namibie d'échecs                   | Charles Eichab                        |                              |
| Championnat de Nouvelle-Zélande d'échecs          |                                       |                              |
| Championnat de Norvège d'échecs                   |                                       |                              |
| Championnat d'Ouzbékistan d'échecs                |                                       |                              |
| Championnat du Pakistan d'échecs                  |                                       |                              |
| Championnat du Panama d'échecs (en)               |                                       |                              |
| Championnat du Paraguay d'échecs                  |                                       |                              |
| Championnat d'échecs des Pays-Bas                 | Anish Giri,                           | Zhaoqin Peng                 |
| Championnat du Pays de Galles d'échecs            |                                       |                              |
| Championnat du Pérou d'échecs                     |                                       |                              |
| Championnat des Philippines d'échecs              |                                       |                              |
| Championnat de Pologne d'échecs                   | Bartłomiej Macieja                    | Corina-Isabela Peptan        |
| Championnat du Portugal d'échecs                  |                                       |                              |
| Championnat de la République Dominicaine d'échecs |                                       |                              |
| Championnat de la République Tchèque d'échecs     |                                       |                              |
| Championnat de Roumanie d'échecs                  |                                       |                              |
| Championnat de Russie d'échecs                    | Aleksandr Grichtchouk                 | Alissa Galliamova            |
| Championnat du Salvador d'échecs                  |                                       |                              |
| Championnat de Serbie d'échecs                    | Ivan Ivanišević                       | Sandra Djukić (en)           |
| Championnat des Seychelles d'échecs (en)          |                                       |                              |
| Championnat de Singapour d'échecs                 |                                       |                              |
| Championnat de Slovaquie d'échecs                 |                                       |                              |
| Championnat de Slovénie d'échecs                  |                                       |                              |
| Championnat du Sri Lanka d'échecs                 |                                       |                              |
| Championnat de Suède d'échecs                     |                                       |                              |
| Championnat de Suisse d'échecs                    | Viktor Kortchnoï                      | Tatjana Lematschko           |
| Championnat du Suriname d'échecs                  |                                       |                              |
| Championnat de Trinité-et-Tobago d'échecs         |                                       |                              |
| Championnat de Turquie d'échecs                   |                                       |                              |
| Championnat d'Ukraine d'échecs                    | Volodymyr Iakymov,                    | Evgeniya Doluhanova          |
| Championnat d'Uruguay d'échecs                    |                                       |                              |
| Championnat du Venezuela d'échecs                 |                                       |                              |
| Championnat du Vietnam d'échecs                   | Bùi Vinh (de)                         |                              |
| Championnat de Zambie d'échecs                    | pas de championnat                    |                              |

## Évolution des classements mondiaux en 2009
Les joueurs d'échecs ont un classement Elo mis à jour chaque mois par la FIDE en fonction de leurs résultats sportifs, et chaque partie jouée rapporte ou retire des points Elo aux joueurs. Au cours de l'année 2009, plusieurs progressions au classement Elo sont remarquées.

### Classement mixte
| Rang 2010 | Nom               | Né en | Fédération  | Elo 2010 | Rang 2009 | Elo 2009 | Évolution     |
| --------- | ----------------- | ----- | ----------- | -------- | --------- | -------- | ------------- |
| 1         | Magnus Carlsen    | 1990  | Norvège     | 2 810    | 4         | 2 776    | 44            |
| 2         | Veselin Topalov   | 1975  | Bulgarie    | 2 805    | 1         | 2 796    | en stagnation |
| 3         | Viswanathan Anand | 1969  | Inde        | 2 790    | 2         | 2 791    | en stagnation |
| 4         | Vladimir Kramnik  | 1975  | Russie      | 2 788    | 8         | 2 759    | 29            |
| 5         | Levon Aronian     | 1982  | Arménie     | 2 781    | 11        | 2 750    | 31            |
| 6         | Boris Gelfand     | 1968  | Israël      | 2 761    | 15        | 2 733    | 28            |
| 7         | Vugar Gashimov    | 1986  | Azerbaïdjan | 2 759    | 19        | 2 723    | 36            |
| 8         | Vassily Ivanchuk  | 1969  | Ukraine     | 2 749    | 3         | 2 779    | 30            |
| 9         | Wang Yue          | 1987  | Chine       | 2 749    | 13        | 2 739    | en stagnation |
| 10        | Peter Svidler     | 1976  | Russie      | 2 744    | 20        | 2 723    | 21            |

### Classement femmes
| Rang 2010 | Nom                 | Né en | Fédération | Elo 2010 | Rang 2009 | Elo 2009 | Évolution     |
| --------- | ------------------- | ----- | ---------- | -------- | --------- | -------- | ------------- |
| 1         | Judit Polgár        | 1976  | Hongrie    | 2 682    | 1         | 2 693    | 11            |
| 2         | Humpy Koneru        | 1987  | Inde       | 2 614    | 2         | 2 621    | en stagnation |
| 3         | Hou Yifan           | 1994  | Chine      | 2 590    | 3         | 2 571    | 19            |
| 4         | Antoaneta Stefanova | 1979  | Bulgarie   | 2 545    | 4         | 2 557    | 12            |
| 5         | Nadezhda Kosintseva | 1985  | Russie     | 2 533    | 21        | 2 486    | 47            |
| 6         | Pia Cramling        | 1963  | Suède      | 2 528    | 5         | 2 548    | 20            |
| 7         | Anna Muzychuk       | 1990  | Slovénie   | 2 523    | 6         | 2 540    | 17            |
| 8         | Alexandra Kosteniuk | 1984  | Russie     | 2 523    | 10        | 2 516    | en stagnation |
| 9         | Kateryna Lahno      | 1989  | Ukraine    | 2 518    | 20        | 2 488    | 30            |
| 10        | Tatiana Kosintseva  | 1986  | Russie     | 2 515    | 14        | 2 497    | 18            |

## Nécrologie
- 9 janvier : Kaarle Ojanen
- 13 janvier : Mikhail Donskoy (en)
- 17 janvier : Alexander Moroz (en), Otto Birger Morcken (en)
- 23 janvier : Héctor Rossetto
- 29 janvier : Ursula Wasnetsky (en)
- 4 février : Raaphi Persitz (en)
- 17 février : Edhi Handoko[78]
- 4 avril : Ruth Donnelly (en)
- 17 avril : Richard John Sutton (en)
- 27 avril : Miroslav Filip, candidat en 1956 et 1962[79]
- 1er mai : Robin Smith (en)
- 5 mai : Helmuth Luik (en)
- 19 mai : Aleksandr Pantchenko[80], Stig Lundholm (en)
- 28 mai : Robert Hartoch (en)
- 12 juin : Victorio Riego Prieto (en)
- 24 juin : Alan Phillips (en)
- 12 juillet : Alexander Cherepkov (en)
- 27 août : Viatcheslav Osnos
- En septembre : Hiong Liong Tan (en)
- 16 septembre : John Littlewood (en)
- 20 septembre : Shukhrat Safin (en)
- 22 septembre : Romanas Arlauskas (en)
- 19 octobre : Milda Lauberte, Anna Jurczyńska (en)
- 26 novembre : Július Kozma (en)